# Jacob van Oolen

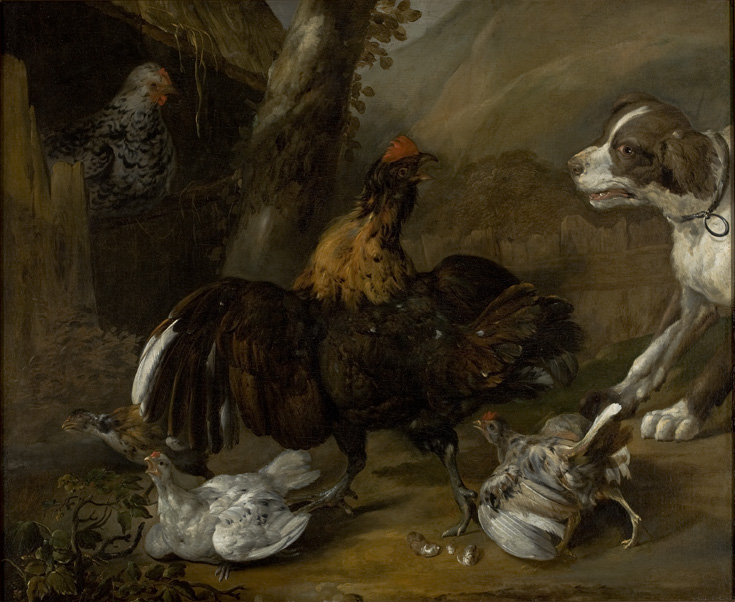
Binnenplaats met kippen, haan en een hond (Jan van Oolen)

Jacob van Oolen (Rotterdam, gedoopt op 27 december 1646 – Amsterdam, begraven op 24 januari 1694) was een Noord-Nederlands dierschilder en kopiist, vooral bekend om zijn imitatie van de stijl van Melchior d'Hondecoeter.
Hij was de zoon van Abraham van Oolen en Areijaentge Pieters Hildam. Op 5 maart 1676 trouwde hij in Utrecht met Aletta Catrina Plucque. Hij kreeg een zoon, Adriaen van Oolen, die hij opleidde tot kunstschilder.
Van Oolen begon zijn loopbaan in Rotterdam, waar hij actief was tot 1676. Na zijn huwelijk verhuisde hij kort naar Utrecht en vestigde zich vervolgens in Amsterdam, waar hij tot aan zijn dood in 1694 werkzaam bleef. In 1687 werkte hij in opdracht van Pieter de Graeff. Zowel Jacob als zijn zoon Adriaen genoten aanzien als succesvolle kopiisten. Van Oolen richtte zich voornamelijk op het schilderen van gedetailleerde diervoorstellingen en stond bekend om zijn overtuigende imitaties van de stijl van Melchior d'Hondecoeter, wat tot ergernis leidde bij d'Hondecoeter zelf.
Hij wordt ook wel Jan van Olen of Jan van Alen genoemd. Hij wordt soms verward met zijn zoon Adriaen.
- Biografisch Portaal: 27846812
- RKD-Nederlands Instituut voor Kunstgeschiedenis: 108654
- Union List of Artist Names: 500043057
- Virtual International Authority File: 95962684